# کوان (ایندیانا)
کوان (به انگلیسی: Cowan) یک منطقهٔ مسکونی در ایالات متحده آمریکا است که در شهرستان دلاویر، ایندیانا واقع شده‌است. کوان ۳۰۲٫۰۶ متر بالاتر از سطح دریا واقع شده‌است.